# Polyura javanus
Polyura javanus är en fjärilsart som beskrevs av Johannes Karl Max Röber 1895. Polyura javanus ingår i släktet Polyura och familjen praktfjärilar. Inga underarter finns listade i Catalogue of Life.